# Raimund Faltz

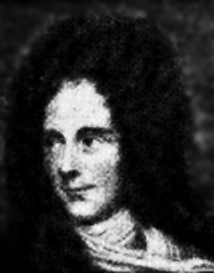
Raimund Faltz

Raimund Faltz (* 4. Juli 1658 in Stockholm; † 21. Mai 1703 in Berlin) war ein schwedischer Hofmedailleur, Wachsbossierer, Elfenbeinschnitzer und Miniaturmaler am preußischen Hofe.

## Leben

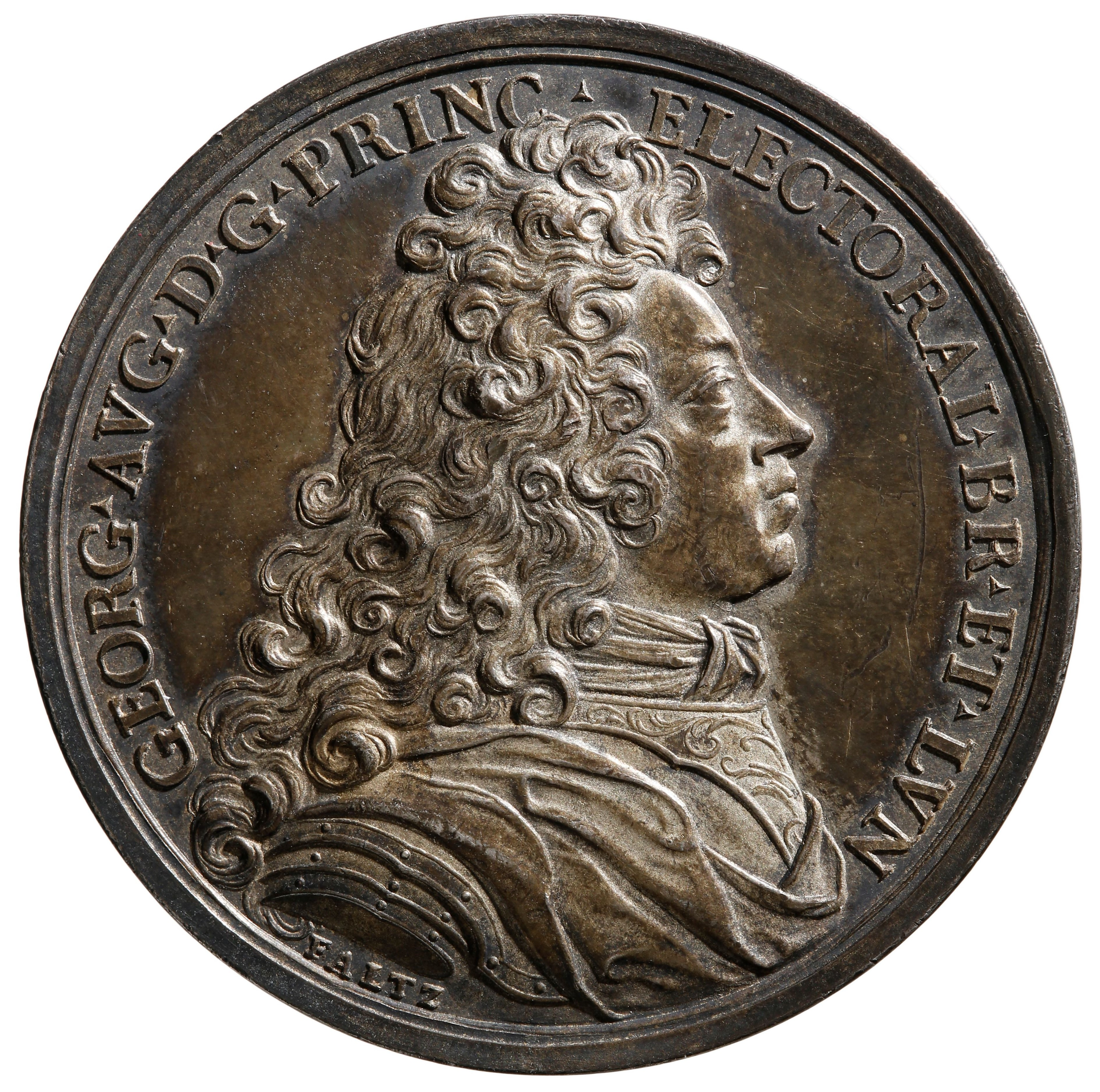
1701 in der Harzmünzstätte / Berlin geprägte Medaille auf die Große Fontaine in Hannover-Herrenhausen, hier die Seite mit dem Porträt von Prinz Georg August von Braunschweig-Lüneburg und der Signatur von Faltz unter dem Schulterabschnitt;
Münzkabinett des Niedersächsischen Landesmuseums Hannover

Faltz war Sohn des Goldschmieds Reymumd Faltz und dessen Frau Susanna Hartman. Durch den Verlust beider Eltern im Alter von zehn Jahren war er früh auf sich selbst gestellt. Er erlernte zuerst in Stockholm den Beruf des Goldschmieds und wandte sich anschließend dem Kupferstich zu. Auf einer Reise, die ihn ab 1680 nach Kopenhagen, Hamburg, Lübeck, Augsburg und Straßburg, schließlich 1683 nach Paris führte, vertiefte er seine Kenntnisse als Kupferstecher. In Paris – damals unter Ludwig XIV. ein (neben Stockholm) führendes Zentrum der Medaillenkunst – vollendete er seine künstlerischen Ausbildung. Einige Zeit arbeitete er dort für den Medailleur Du Cheron.
Seit 1688 stand Faltz in brandenburgischen Diensten und wurde 1690 Hofmedailleur am Hofe von Friedrich III. von Brandenburg, für den Raimund Faltz eine „histoire métallique“ schuf, die sich mit den Werken an den Höfen von Dresden und Paris messen konnte. Die Krönungszeremonie 1701 zum König von Preußen hielt er ebenso auf Medaillons fest wie die in Auftrag gegebenen Bauten des entstehenden Berlins. „… eine Medaille (ist) eines fürsten längstes und größtes monument …, und (kann) so lange währen …, alß die welt sein wird …“, waren seine Worte, als er sich 1696 um einen Auftrag im Mecklenburgischen bemühte.
Raimund Faltz starb am 21. Mai 1703 im Alter von 44 Jahren in Berlin. Seine Wachsmodelle vermachte er testamentarisch „seinem“ König Friedrich I. Er wurde in der Berliner St. Petrikirche bestattet. Der Bildhauer Balthasar Permoser fertigte ein Grabmal für ihn an, das allerdings schon 1730 bei einem Brand der Kirche zerstört wurde. Auf Wunsch des Königs sollte der Gothaer Künstler Christian Wermuth preußischer Hofmedailleur werden, doch lehnte dieser ab.
Anlässlich des 300. Todestages dieses zu den größten Medailleuren seiner Zeit gehörenden Künstlers würdigte ihn das Berliner Münzkabinett 2003 im Kunstgewerbemuseum Berlin mit einer Ausstellung, die erstmals Leben und Werk umfassend darstellte.